# Ельміна
Елміна (порт. Elmina), або Ельміна (також відома як Едіна на мові фанте) — місто в Центральній області Гани. Столиця району Коменда/Едіна/Егуафо/Абірем. Ельміна була першим європейським колоніальним поселенням в Західній Африці і місцем першої колоніальної морської битви.

## Історія
До прибуття португальців поселення тубільців, розташоване на півострові між лагуною Бенія та морем називалося Аманквакур або Аноманса («вічним» або «незгасаючим напоєм»).

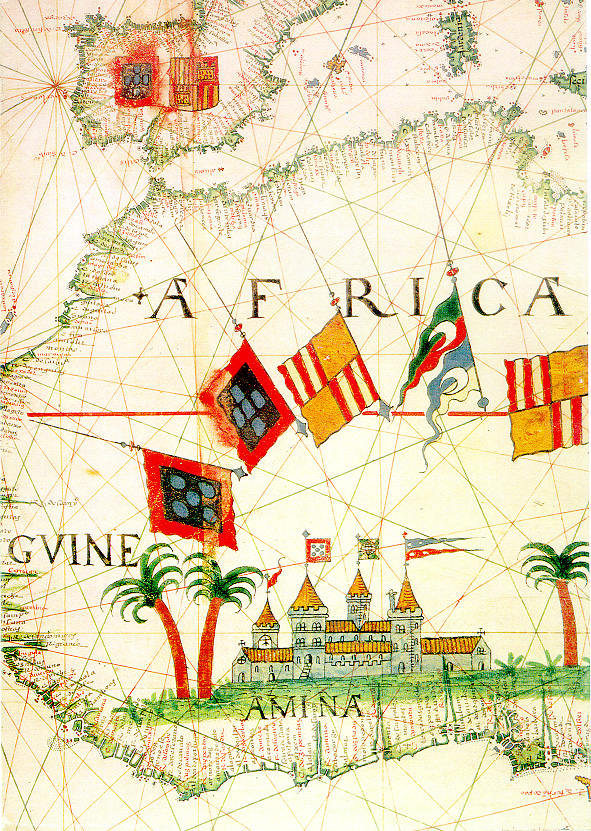
Зображення Ельміни на середньовічній карті

### Заснування португальцями
У 1471 році португальська морська експедиція, споряджена лісабонським купцем Фернаном Гомішем, досягла місцевості, де розташована сучасна Ельміна і виявила тут процвітаючу торгівлю алювеальним (намивним) золотом, що велась тубільцями з арабськими та берберськими торговцями. Португальці також встановили тут власний торговельний пост, який намагався перебрати торгівлю золотом на себе, і який вони назвали Ель Міна (від порт. mina — копальня).
Під час Війни за кастильську спадщину поблизу Ельміни в 1478 році відбулась морська Гвінейська битва за контроль над африканською торгівлею (золото, раби, слонова кістка та перець малегета) між кастильською армадою з 35 каравел та португальським флотом. Битва закінчилася цілковитою португальською перемогою. В результаті перемоги суверенітет Португалії над західноафриканськими територіями отримав офіційне визнання від Кастилії і католицьких королів, що було закріплено в Алкасоваському договорі 1479 року. Битва при Ельміні була стала першою морською колоніальною битвою між європейськими державами.
У 1482 році португальський король Жуан II наказав збудувати факторію для управління місцевою торгівлею золотом і фортецю для її захисту. На торгівлю золотом була впроваджена королівська монополія.
Фортеця Сан-Жоржи-да-Міна була збудована португальцем Діогу де Азамбуджа в 1482 році. На найближчі 200 років вона стала головним португальським форпостом в Західній Африці через який здійснювалась торгівля золотом та іншими африканськими товарами (перець малагета, раби, слонова кістка та ін.). Спочатку головним експортним товаром Ельміни було золото. Зокрема, до Лісабона було відвантажено 8.000 унцій золота з 1487 по 1489 рік, 22.500 унцій з 1494 по 1496 рік і ще 26.000 унцій до початку шістнадцятого століття.

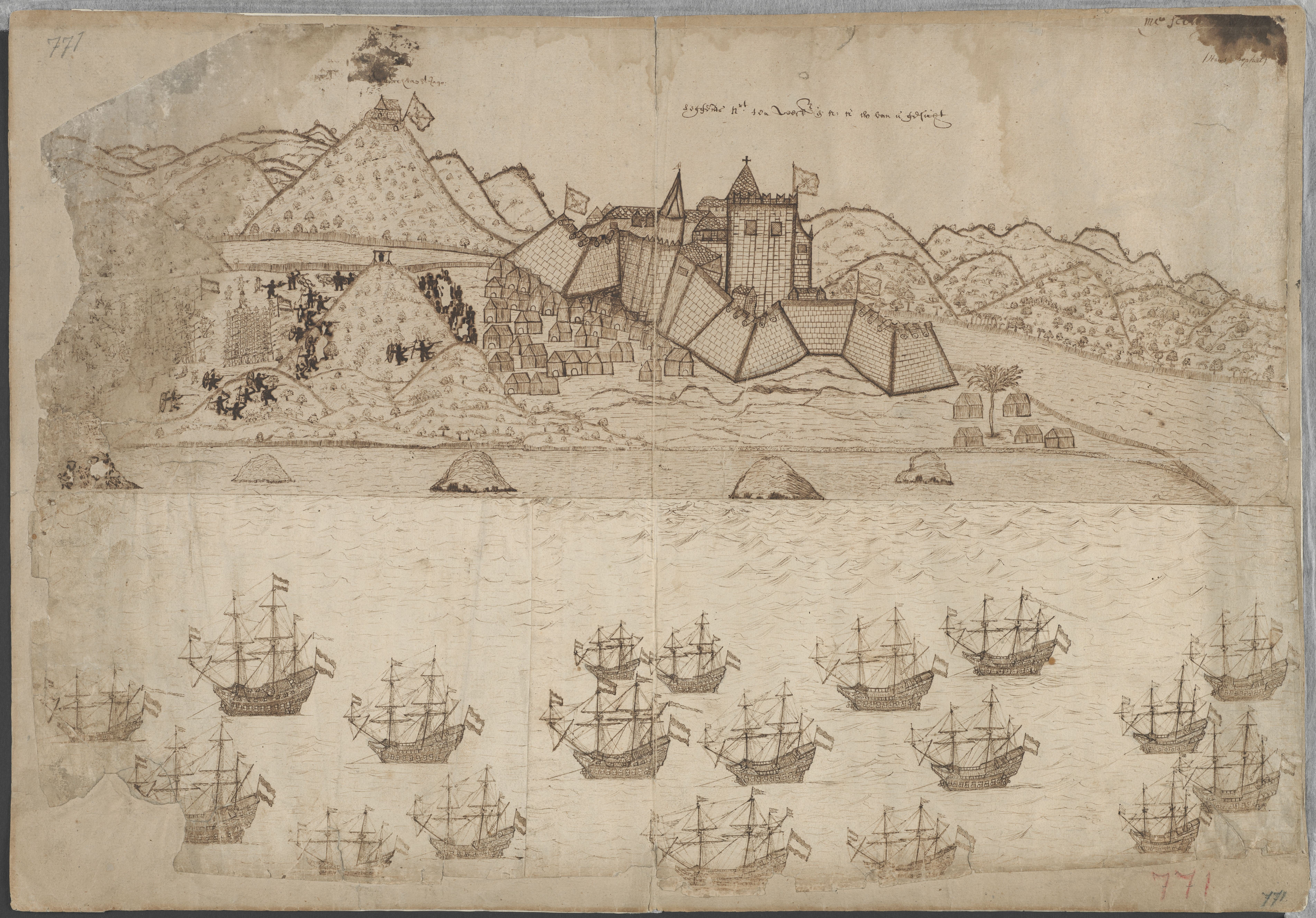
Голландські війська штурмують Фортецю Ельміни

Пізніше поселення значно зросло завдяки торгівлі десятками тисяч рабів, що направлялися через торговий пост Ельміни (10-20 тисяч було продано лише в 1500-35 рр). До 1479 р. португальці вивозили через Ельміну рабів, що скуповувались на всьому прилеглому африканському узбережжі (аж до Беніну). Вартість работоргівлі складала до 10 % торгівлі Ельміни.
Розташування Ельміни на пів дорозі між Португалією і Індією, перетворило її також на важливе місце з ремонту і відновлення суден, що прямували на південь до мису Доброї Надії на шляху до Індії.
Крім фортеці Сан-Жоржи, у 1555 році португальці додатково збудували ще один форт на пагорбі Сент-Яго з протилежного боку затоки Ельміна — Форте де Сантьяго (пізніше — форт Коенраасбург).

### Захоплення голландцями
Голландці дізналися про вигідну позицію Ельміни через Барента Еріксца з Медембліка. Еріксц отримав інформацію про торгівлю на узбережжі Ельміни, будучи в'язнем у Принсіпі.
В 1625 р. відбулась перша битва за Ельміну між голландцями і португальцями. Голландський десант в кількості 1.200 осіб, доставлений на 15 кораблях був майже повністю винищений португальцями, які залучили собі на допомогу 200 тубільних воїнів. Зокрема, загинув керівник загону і усі його офіцери. Перед тим, як облишити узбережжя, голландці у відчаї обстріляли фортецю, випустивши по ній 2.000 ядер.
У 1637 р. князь Іоганн-Моріц з третьої спроби захопив фортецю Ельміни. Протягом наступних століть Ельміна стала центром работоргівлі, яку здійснювала головним чином Голландська Вест-Індійська компанія. Британці напали на місто в 1782 році, але Ельміна залишалося в голландському управлінні до 1872 року, коли Нідерландська Гвінея була продана англійцям. Король Ашанті, що претендував на владу над містом, виступав проти його передачі, і результатом цього стала третя англо-ашантійська війна 1873—1874 років.

## Географія
Розташована на узбережжі Гвінейської затоки, за 12 км на захід від Кейп-Кост.

### Клімат
Місто знаходиться у зоні, котра характеризується кліматом тропічних саван. Найтепліший місяць — березень із середньою температурою 27.4 °C (81.3 °F). Найхолодніший місяць — серпень, із середньою температурою 24.4 °С (75.9 °F).
| Клімат Ельміни          | Клімат Ельміни | Клімат Ельміни | Клімат Ельміни | Клімат Ельміни | Клімат Ельміни | Клімат Ельміни | Клімат Ельміни | Клімат Ельміни | Клімат Ельміни | Клімат Ельміни | Клімат Ельміни | Клімат Ельміни | Клімат Ельміни |
| Показник                | Січ.           | Лют.           | Бер.           | Квіт.          | Трав.          | Черв.          | Лип.           | Серп.          | Вер.           | Жовт.          | Лист.          | Груд.          | Рік            |
| Середня температура, °C | 26,5           | 27,3           | 27,4           | 27,4           | 26,9           | 25,8           | 24,9           | 24,4           | 24,9           | 25,8           | 26,6           | 26,5           | 26,2           |
| Норма опадів, мм        | 20.4           | 36.9           | 73.7           | 102.8          | 209.7          | 322.1          | 104.9          | 55.4           | 73.5           | 96.2           | 68.9           | 28             | 1192.5         |
| Днів з опадами          | 5,4            | 7,1            | 10,7           | 13,1           | 19,5           | 24             | 15,8           | 14,8           | 16,3           | 17,6           | 13             | 8              | 165,3          |
| Вологість повітря, %    | 83.1           | 83.7           | 83.7           | 84.3           | 85.9           | 87.7           | 88.1           | 88.8           | 88.3           | 86.8           | 85.1           | 84.1           | 85.8           |
| ----------------------- | -------------- | -------------- | -------------- | -------------- | -------------- | -------------- | -------------- | -------------- | -------------- | -------------- | -------------- | -------------- | -------------- |
| Джерело: Weatherbase    |                |                |                |                |                |                |                |                |                |                |                |                |                |

### Сьогодення
На сьогодні головна економічна галузь Ельміни — рибальство, виробництво солі та туризм.
Населення Ельміни налічує 33,5 тис. осіб.

## Туризм
Окрім фортеці Сан-Жоржи-да-Міна та форту Коенраасбург, основними туристичними пам'ятками Ельміни є голландське кладовище та музей Ельміна Ява.

## Галерея

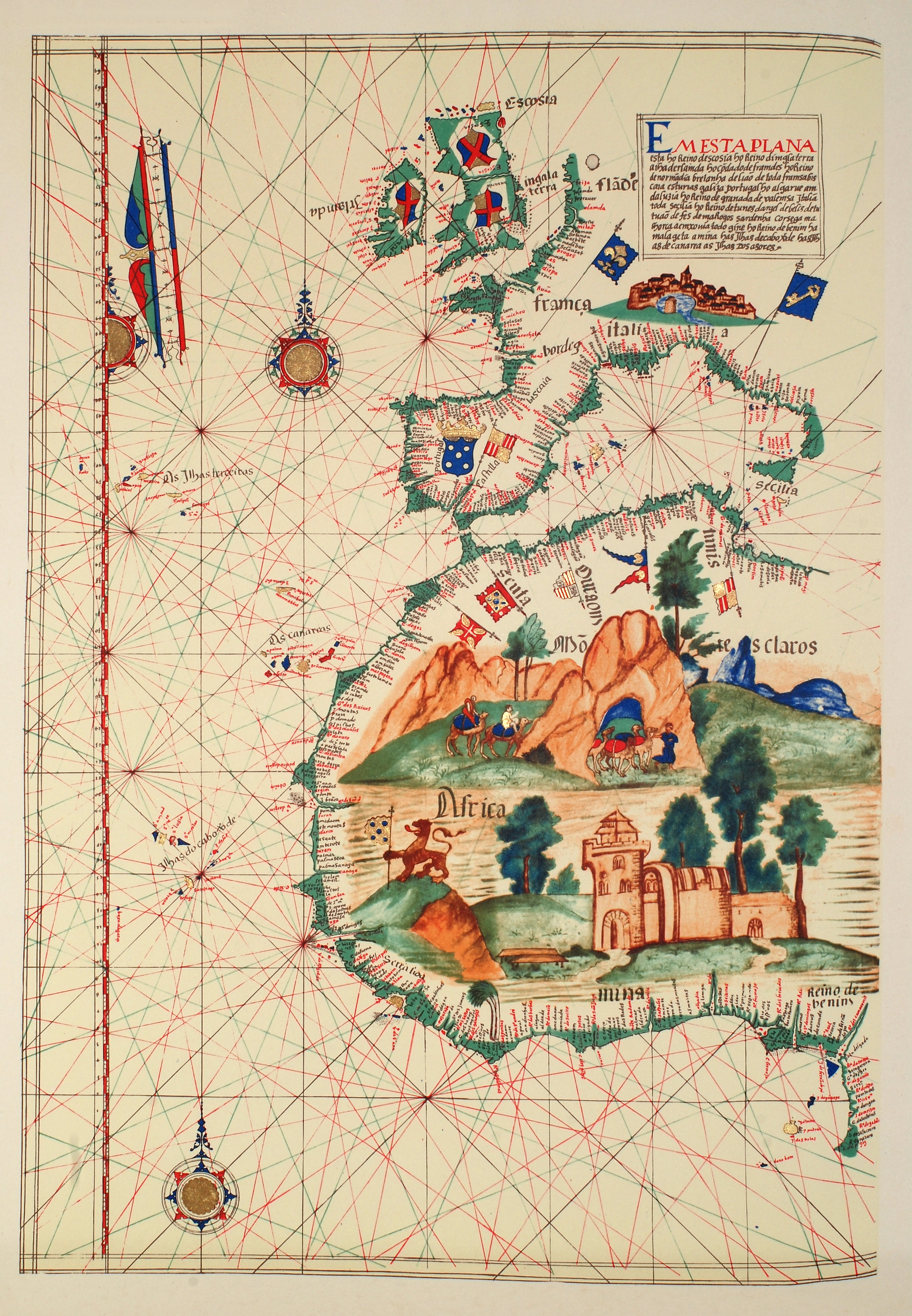
Ельміна на карті 1563 року
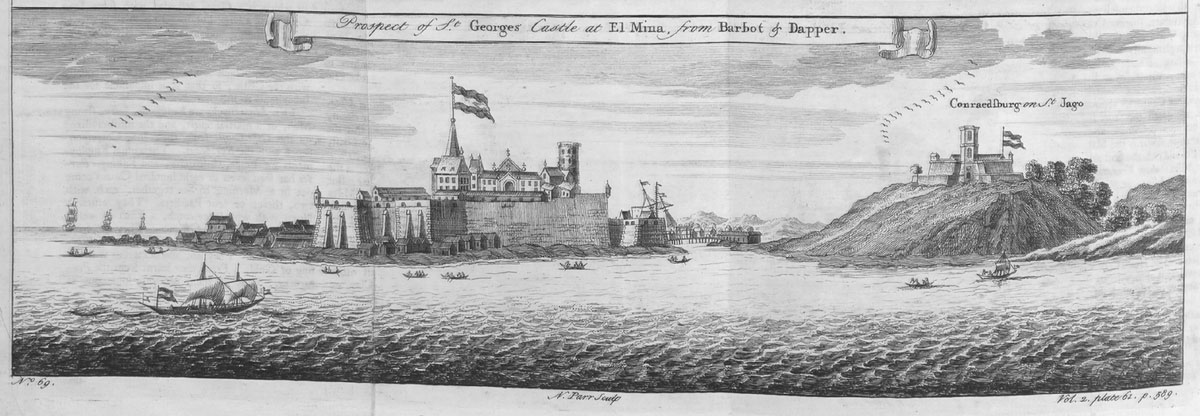
Фортеця Ельміни (ліворуч) та форт Коенраасбург на голландській гравюрі
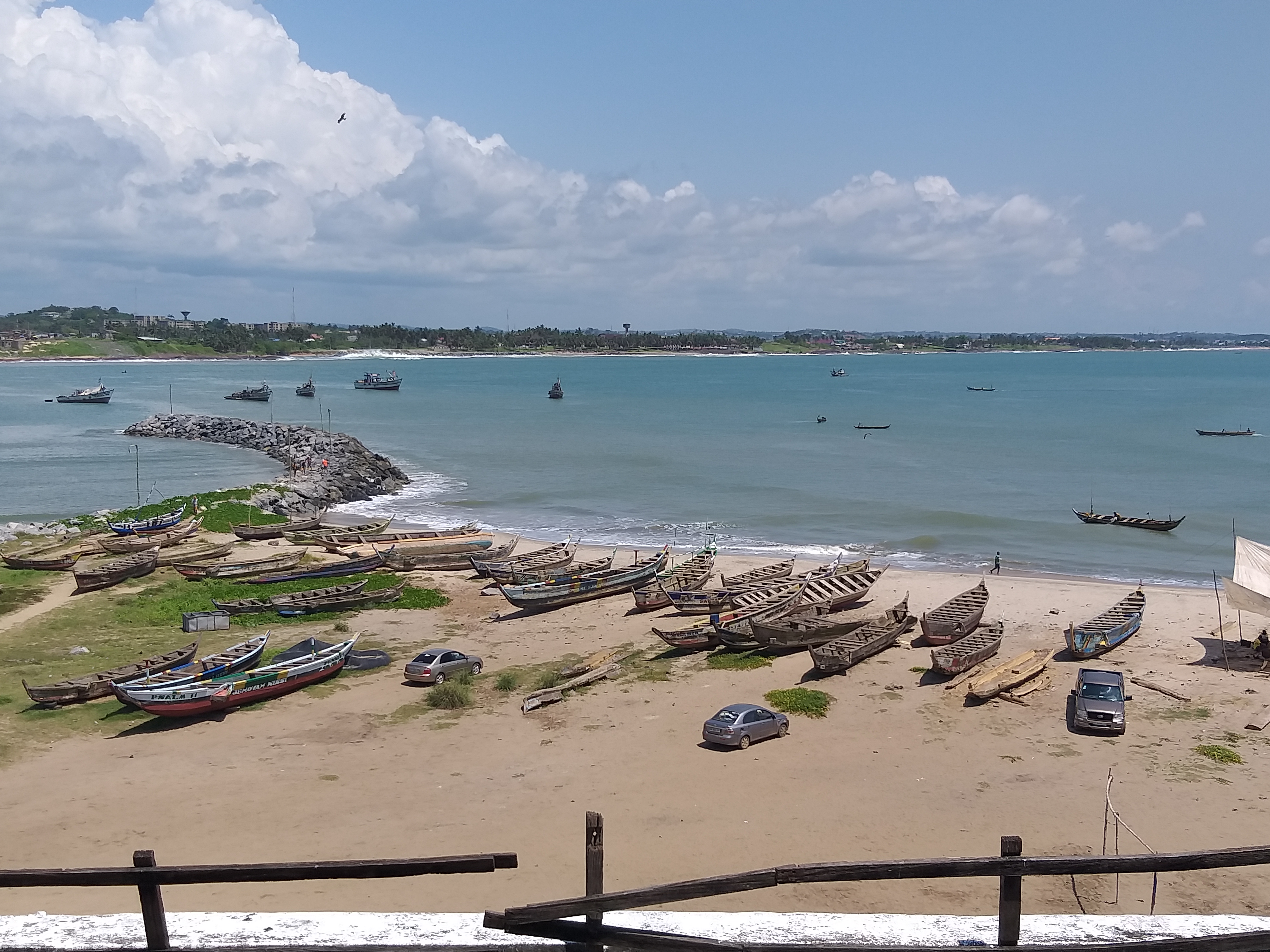
Каное біля берега
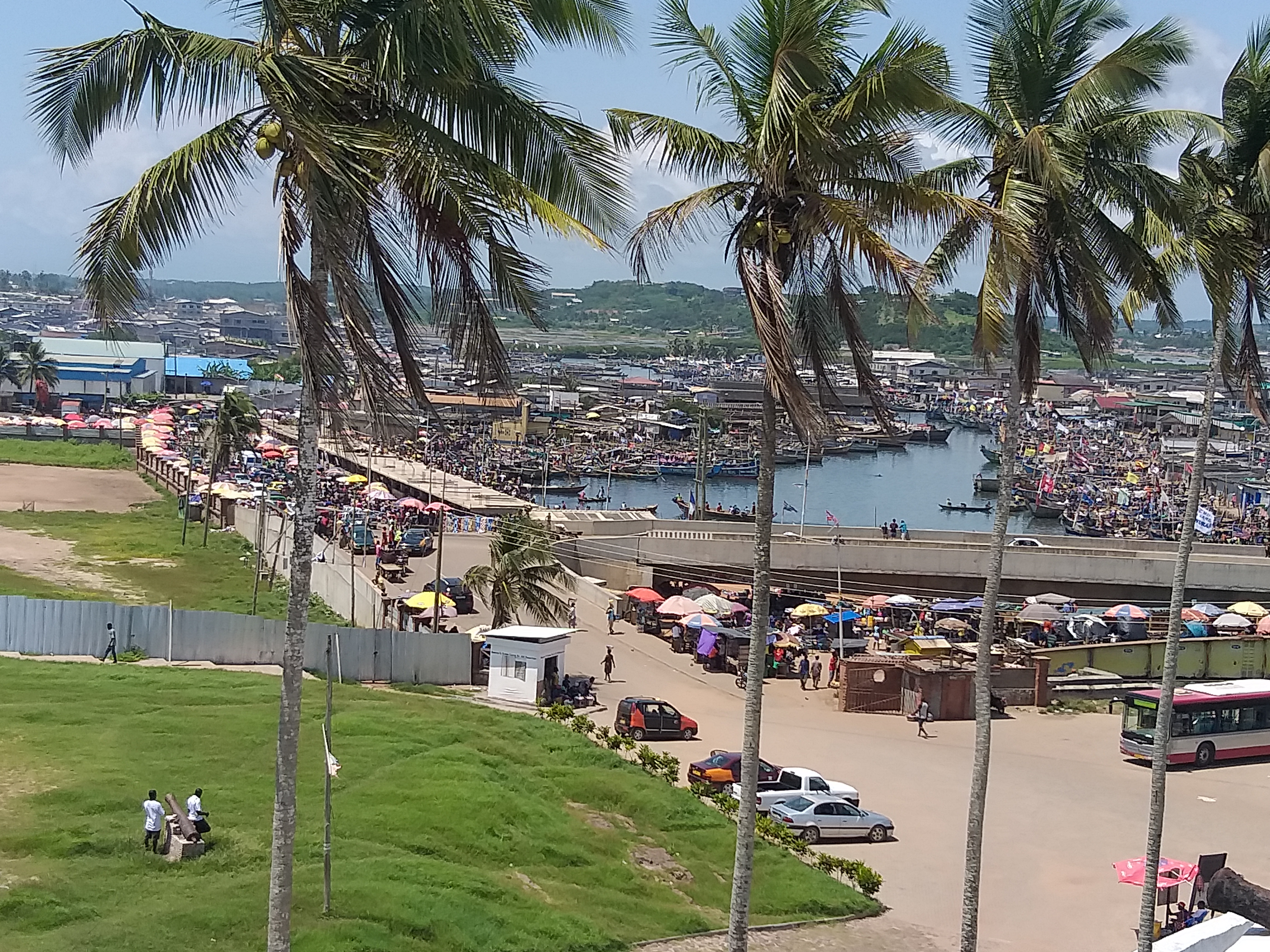
Ельміна, прибережне місто
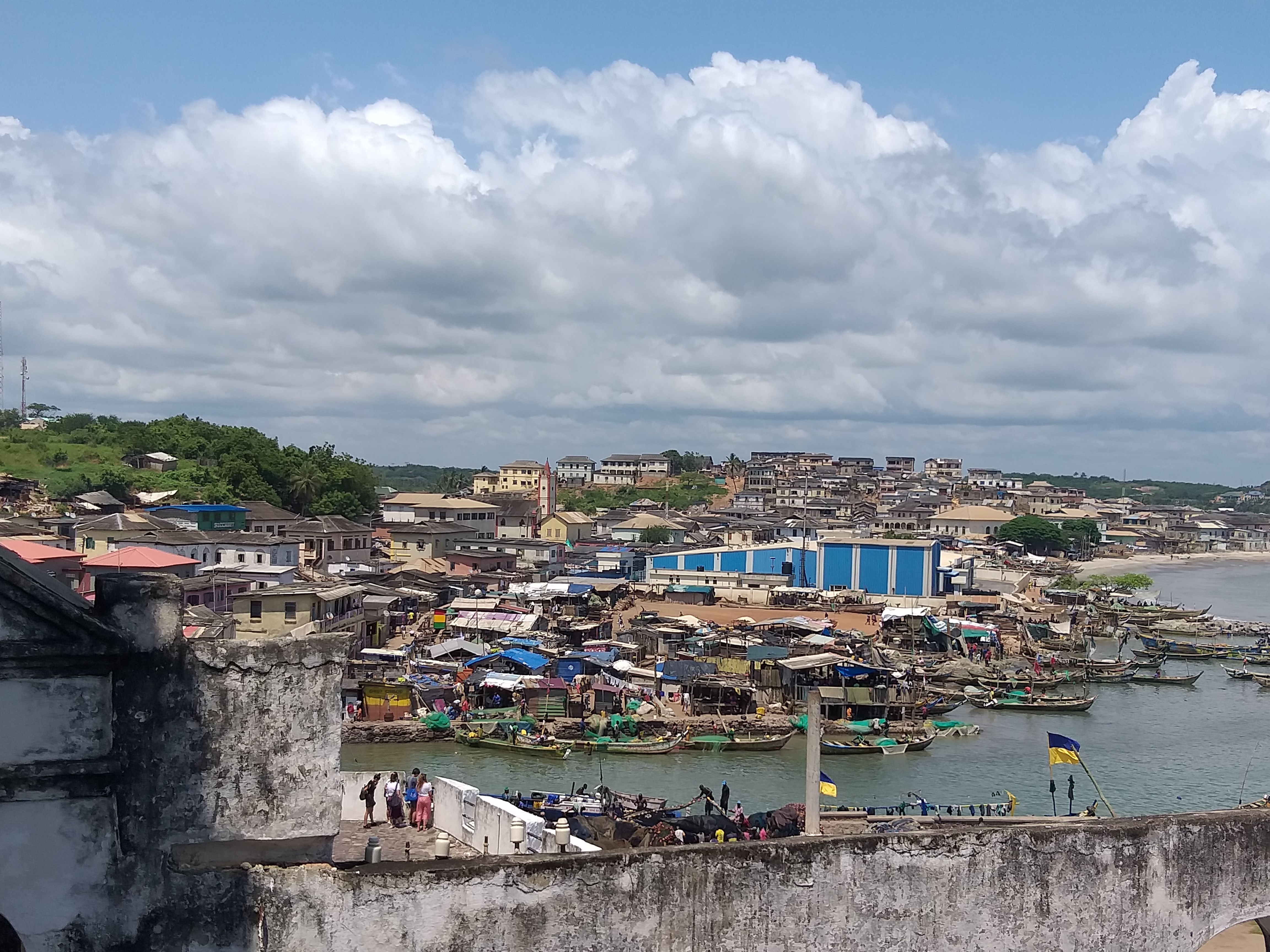
Лагуна Беня та околиці, розташовані в Ельміні